# Łupek glaukofanowy
Łupek glaukofanowy, niebieskie łupki, glaukofanity – skała metamorficzna barwy lawendowej. Powstaje w wyniku  metamorfizmu wysokociśnieniowego, przy stosunkowo niskich temperaturach.
Łupki glaukofanowe mogą powstawać z bardzo różnych skał wyjściowych - margli, skał dolomitowych, zasadowych skał magmowych, eklogitów. Typowe dla facji glaukofanowej (facji łupków glaukofanowych).
- Struktura: homeoblastyczna, drobno-, średnioblastyczna, granolepidoblastyczna lub granonematoblastyczna.
- Tekstura: zwylke kierunkowa, łupkowa.
- Skład mineralny: glaukofan, crossyt, jadeit, pumpellyit, egiryn, tremolit, lawsonit, chlorytoid, stilpnomelan, kwarc, albit, muskowit, granat, kalcyt i in.
- Barwa: lawendowa.

## Występowanie
Jest to rzadko występująca skała metamorficzna. W Polsce występuje w Sudetach Zachodnich, w Lasockim Grzbiecie, we wschodniej osłonie granitu karkonoskiego